# Temnothorax nigritus
Temnothorax nigritus is een mierensoort uit de onderfamilie van de Myrmicinae. De wetenschappelijke naam van de soort is voor het eerst geldig gepubliceerd in 1878 door Emery.